# Friedrich Herwarth von Bittenfeld
Pour les autres membres de la famille, voir Famille Herwarth von Bittenfeld.
Friedrich Adrian Herwarth von Bittenfeld (né le 13 avril 1802 à Halberstadt et mort le 13 janvier 1884 à Mersebourg) est un général d'infanterie prussien.

## Biographie

### Origine
Friedrich est issu de l'ancienne famille noble de la ville d'Augsbourg Herwarth von Bittenfeld, mentionnée pour la première fois dans un document en 1246. Il est le fils du général de division prussien Eberhard Herwarth von Bittenfeld l'Ancien (1753-1833) et de son épouse Johanna Friedericke Auguste von Arnstedt (1765-1851).
Deux de ses frères se sont également levés pour devenir généraux dans l'armée prussienne : Eberhard Herwarth von Bittenfeld (1796-1884) et Hans Paulus Herwarth von Bittenfeld (1800-1881).

### Carrière militaire
Herwarth von Bittenfeld rejoint le 2e régiment à pied de la Garde le 22 avril 1819 après avoir étudié à l'université de Berlin. Il y est promu sous-lieutenant le 20 octobre 1819. Du 1er août 1825 au 30 juin 1828, il est affecté à l'école générale de guerre pour y suivre une formation complémentaire. Six mois plus tard, il devient alors adjudant du 1er bataillon. Le 8 avril 1832, Herwarth von Bittenfeld rejoint la 2e brigade d'infanterie de la Garde en tant qu'adjudant. Dans la suite de sa carrière militaire, il devient commandant du 2e régiment à pied de la Garde en tant que colonel le 10 mai 1855. Parallèlement, Herwarth von Bittenfeld est également directeur militaire de l'Institut central de gymnastique depuis le 14 juin 1855. Le 12 novembre 1857, il est nommé commandant de la 14e brigade d'infanterie. Devenu major général le 22 mai 1858, il est nommé commandant de la 3e brigade d'infanterie de la Garde après un an. Lors de sa promotion au grade de lieutenant général le 18 octobre 1861, Herwarth von Bittenfeld est transféré aux officiers de l'armée. Il ne reçoit pas d'autre affectation jusqu'à sa nomination comme commandant de la 4e division d'infanterie le 3 avril 1862. Il dirige ensuite également la division en 1866 pendant la guerre austro-prussienne dans la bataille de Gitschin et Sadowa.
Après la fin de la guerre, Herwarth von Bittenfeld est chargé de gérer les affaires du commandement général du 2e corps d'armée le 23 août 1866. Peu de temps après, il est à nouveau transféré de l'armée aux officiers le 17 septembre 1866.
Le 9 avril 1867, il est nommé gouverneur de Königsberg. À ce titre, Herwarth von Bittenfeld a reçu le caractère de général d'infanterie le 22 mars 1868. À l'occasion de la célébration de son 50e anniversaire de service, le 22 avril 1869, il est décoré de l'Ordre de la Couronne de première classe avec le ruban émaillé de l'Ordre de l'Aigle rouge avec des feuilles de chêne et des épées sur l'anneau.
Peu de temps avant le déclenchement de la guerre franco-prussienne, Herwarth von Bittenfeld est mis à la retraite le 9 juillet 1870 avec la distinction de grand commandeur de l'Ordre de la Maison Royale de Hohenzollern.

### Famille
Il se marie le 16 décembre 1841 à Naumbourg avec Freda von Krosigk (de) (né le 26 septembre 1815 à Poplitz et morte le 2 janvier 1886 à Porstendorf), fille de Dedo von Krosigk (de). Le mariage a deux enfants:
- Werner Friedrich (né le 21 mai 1852 à Berlin), colonel prussien et chambellan de Saxe-Altenbourg
- Gabriele Freda (née le 19 septembre 1853) mariée avec Hans Lutze von Wurmb (de), seigneur de Porstendorf, véritable conseil secret et capitaine du château de Dornburg